# 松隈清
松隈 清（まつくま きよし、1925年 -　2008年6月16日）は、日本の法学者。専門は国際法・外交史。元八幡大学（九州国際大学）名誉教授。

## 経歴
1925年、福岡県嘉穂郡に生まれた。八幡大学法学部(現・九州国際大学)で学び、1953年に卒業。卒業後は米国カルフォルニア州のハートネル・カレッジに留学し、1955年に卒業。カリフォルニア大学バークレー校に進んだ。
1958年、八幡大学講師に就任。後に助教授、教授に昇進。1971年にはミシガン大学、1975年にはハーバード大学にに研究留学した。1983年、八幡大学社会文化研究所長に就任。1983年4月、国際司法裁判所判事の小田滋の紹介によりデン・ハーグのアッセル国際法研究所の招待を受けてオランダ政府主催のグロチュース誕生400年記念式典に参列。同時に行われたハーグ平和宮・国際司法裁判所大法廷での国際法学会に日本で唯一人の国際法学者として選出され参加した。1998年、九州国際大学を定年退任し、名誉教授となった。

## 研究内容・業績
- 専門は国際法・外交史。松隈の研究は国際法学の発展的論究のために欧米国際法学への偏重主義を避け、社会主義諸国・新興国家による伝統的国際法理念への批判と挑戦を重視した点に特徴がある。
- フーゴー・グローティウスの学説形成と人物像の関係性を研究し、その第一人者であった。
- 母校であり、また後に勤務した八幡大学の歩みをまとめた『八幡大學史』の編纂にあたって尽力した。

## 家族・親族
- 息子：松隈潤は国際法学者。

## 著作

### 著書
- 『外交史・国際政治講義資料』八幡大学法経学会出版、1966年
- 『現代国際法』東京精分館、1971年
- 『国際法の周辺的諸問題』八幡大学法経学会出版、1972年
- 『アメリカの大学と法学教育』八幡大学社会文化研究所、1977年
- 『八幡大學史』学校法人八幡大学、1980年
- 『生誕四百年を記念してグロチュースとその時代』九州大学出版会、1985年
- 『国際法概論』酒井書店、1990年
- 『国際法史の群像　その人と思想を訪ねて』酒井書店、1992年
- 『遥かなる遍歴』みき書房、2000年

### 論文
- 「人権保障の国際法的諸形態」 （国際人権記念論文集、1968年）
- 「平和時におけるスパイ活動の国際法的側面」 （法律研究所報・2号、1969年）
- 「ゼームス.B.スコットの国際法への貢献」 （八幡大学論集・20巻3．4号、1970年）
- 「ドイツ古典国際法学探訪」 （紀要・九州国際大学・社会文化研究所、1990年）